# Titiscania limacina
Titiscania limacina is een slakkensoort uit de familie van de Titiscaniidae. De wetenschappelijke naam van de soort is voor het eerst geldig gepubliceerd in 1890 door Bergh.